# Districte de Gicumbi
El districte de Gicumbi és un akarere (districte) de la província del Nord, a Ruanda. La seva capital és Byumba. Es troba al nord de Kigali, a cavall de la carretera principal de Kigali a Kampala. És un districte muntanyenc.
El 15 de desembre de 2014, el camp de refugiats de Gihembe, al districte de Gicumbi, va rebre una visita de Howard G. Buffett, qui es va comprometre a finançar la repatriació dels refugiats congolesos.

## Sectors
El districte de Gicumbi està dividit en 21 sectors (imirenge): Bukure, Bwisige, Byumba, Cyumba, Giti, Kaniga, Manyagiro, Miyove, Kageyo, Mukarange, Muko, Mutete, Nyamiyaga, Nyankenke II, Rubaya, Rukomo, Rushaki, Rutare, Ruvune, Rwamiko i Shangasha.